# Mayo Belwa
Mayo Belwa è una città della Repubblica Federale della Nigeria appartenente allo Stato di Adamawa. 
È il capoluogo dell'omonima area a governo locale (local government area) che si estende su una superficie di 683 km² e conta una popolazione di 153.129 abitanti.